# Ringamåla
Ringamåla är en småort i Karlshamns kommun och kyrkbyn i Ringamåla socken i Blekinge län.
Ringamåla kyrka ligger här.

## Idrott
Det lokala fotbollslaget heter Ringamåla IK och de spelar på Ringamåla IP.